# Edward Zegarski
Edward Zegarski (ur. 13 października 1892 w Kostarowcach, zm. 12 grudnia 1928 w Sanoku) – kapitan piechoty Wojska Polskiego.

## Życiorys

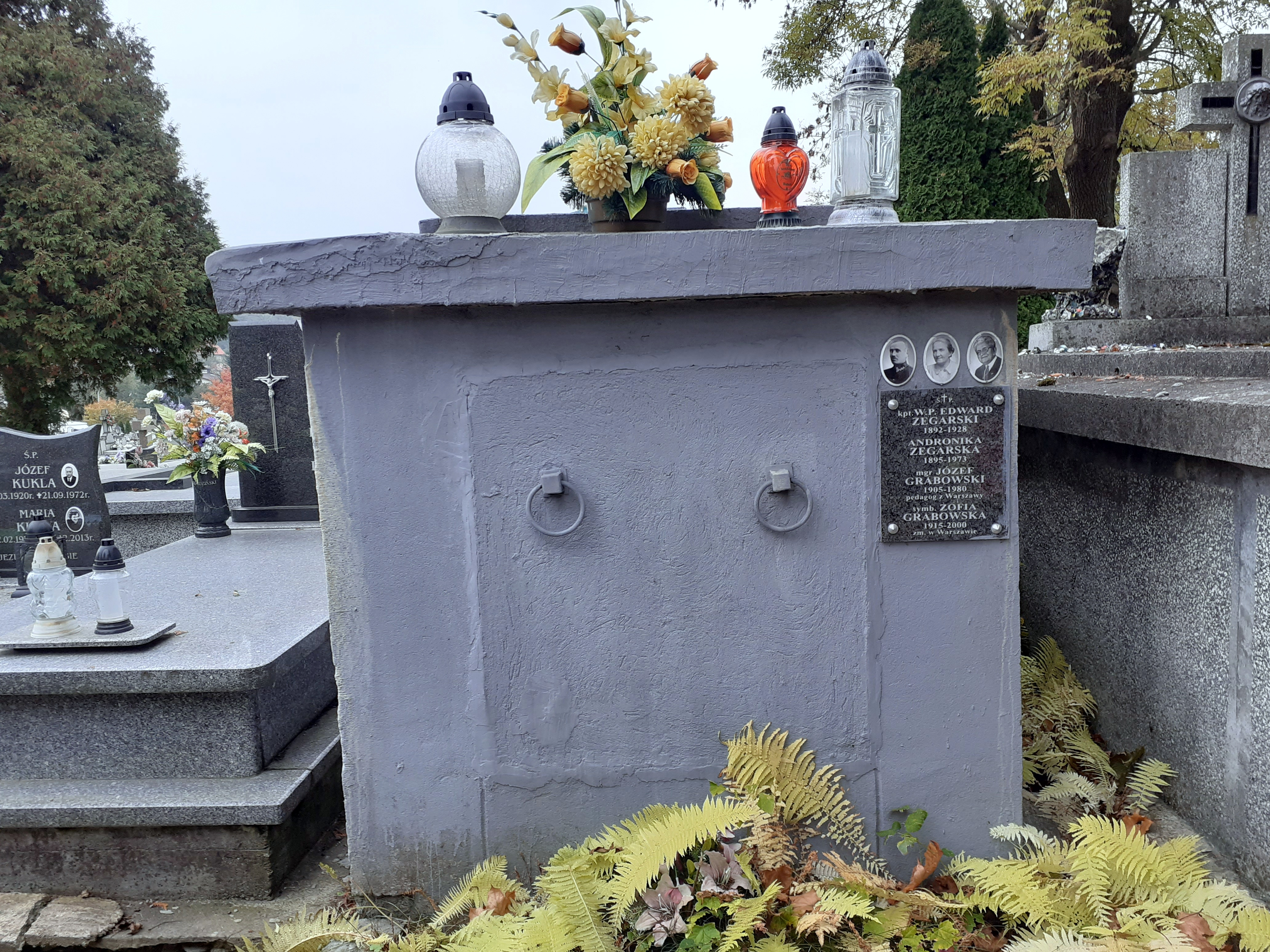
Grobowiec Edwarda Zegarskiego

Urodził się 13 października 1892 w Kostarowcach. Był synem Jana, tamtejszego rolnika.
W 1911 zdał egzamin dojrzałości w C. K. Gimnazjum Męskim w Sanoku (w jego klasie byli m.in. Stanisław Biega, Stefan Lewicki, Jan Polański, Józef Premik, Kazimierz Swoszowski, Paweł Wiktor). Był członkiem sanockiego gniazda Polskiego Towarzystwa Gimnastycznego „Sokół” od 1913. Przed 1914 w Sanoku działał w organizacjach niepodległościowych: „Armii Polskiej”; kurs podoficerski w 1912 ukończyli m.in. Jan Sadowski, Bolesław Mozołowski, Józef Smoleń) oraz VII Polskiej Drużynie Strzeleckiej, w której 16 listopada 1914 został skarbnikiem.
W czasie I wojny światowej został powołany do służby w C. K. Armii i do 1918 jego oddziałem macierzystym był Pułk Piechoty Nr 30. W 1915 jako chorąży 30 p.p. został ranny. Pod koniec 1915 został mianowany porucznikiem piechoty w rezerwie ze starszeństwem z dniem 1 stycznia 1916.
19 lutego 1919 jako były oficer armii austro-węgierskiej w stopniu porucznika został przyjęty do Wojska Polskiego i rozkazem z tego samego dnia 19 lutego 1919 Szefa Sztabu Generalnego płk. Stanisława Hallera otrzymał przydział służbowy przy Dowództwie Powiatu w Sanoku. Został awansowany do stopnia kapitana ze starszeństwem z 1 czerwca 1919. W 1919 udzielał się przy działalności zarządu powiatowego Związku Inwalidów Wojennych RP w Sanoku. W latach 20. jako oficer nadetatowy 2 Pułku Strzelców Podhalańskich w Sanoku służył w Powiatowej Komendzie Uzupełnień Jasło w Sanoku (od 1927 pod nazwą PKU Sanok). W 1927 sprawował stanowisko kierownika I referatu w PKU Sanok, po czym w kwietniu 1928 został oddany do dyspozycji dowódcy Okręgu Korpusu Nr X.
Zmarł 12 grudnia 1928 w Sanoku w wieku 36 lat. Został pochowany na cmentarzu przy ul. Rymanowskiej w Sanoku 14 grudnia 1928. Był żonaty z Androniką z domu Kuzyłyszyn (1895-1973).

## Odznaczenia
austro-węgierskie
- Srebrny Medal Zasługi Wojskowej na wstążce Krzyża Zasługi Wojskowej (przed 1918)[11]
- Brązowy Medal Zasługi Wojskowej na wstążce Krzyża Zasługi Wojskowej z mieczami (przed 1918)[11]
- Krzyż Wojskowy Karola (przed 1918)[11]
- Najwyższe pochwalne uznanie za wyśmienite zachowanie wobec wroga (styczeń 1918)[29]